# Beseech
I Beseech sono un gruppo gothic metal svedese formatosi a Borås nel 1992.

## Storia del gruppo
Il gruppo era inizialmente costituito da Jörgen Sjöberg (Voce), Andreas Wiik (Basso), Robert Spånglund (Chitarra), Klas Bohlin (Chitarra) e Morgan Gredåker (Batteria).
Da allora alcuni membri lasciarono il gruppo e vennero sostituiti. Dopo il loro primo album: From a bleeding heart, Nicklas Andersson divenne il nuovo batterista.
Il gruppo iniziò ad avere differenti idee circa il sound che i Beseech avrebbero dovuto avere, così Jörgen, Klas, Robert e Mikael decisero di continuare senza gli altri membri. Poco dopo Daniel Elofsson (Basso) e Jonas Strömberg (Batteria) entrarono a far parte del gruppo.
In From a bleeding heart la voce femminile è di Anna Andersson.
In Black Emotions, fu invece Lotta Höglin la voce femminile. Lotta fu poi la cantante fissa dei Beseech.
Dopo il grande successo del tour con i Lacuna Coil e i Theatre of Tragedy, nel 2001, Jörgen lasciò il gruppo per ragioni personali. Fu rimpiazzato da Erik Molarin che già cantava con i Souls Highway. A dispetto della sua giovane età possedeva già una voce potente che ben si adattava allo stile dei Beseech.
Le prime registrazioni dei Beseech uscirono nel 1994 nella compilation: Sometimes Death Is Better, pubblicata dalla casa discografica belga Shiver Records. Nel 1995 pubblicarono il loro terzo demo, a cui seguì il primo contratto con la label We Bite/Corrosion Records.
Le registrazioni iniziarono nello Studio Mega con il produttore Christian Silver. Il risultato fu From a bleeding heart. Sfortunatamente a causa della cattiva situazione economica in cui si trova la casa discografica non furono capaci di pubblicare l'album. Grazie all'aiuto del loro editore Anders Mörén della Misty Music, terminarono il loro contratto con la We Bite/Corrosion. I Beseech decisero di comprare la master tapes e di cercare un nuovo contratto con un'altra etichetta, ricevettero alcune buone offerte prima di decidere di sottoscrivere un contratto con la Metal Blade Records.
"From a bleeding heart" fu pubblicato nell'aprile 1998 da Metal Blade Records in tutto il mondo.
Dopo diverse negoziazioni con altre etichette, sottoscrissero un contratto internazionale con la Pavement Music. Le registrazioni del nuovo album "Black Emotions" iniziarono alla fine del 1999 e l'album fu pubblicato nella primavera del 2000.
La musica di quest'album venne definita dalla band stessa il loro capolavoro, il suono era maturato molto e in studio ebbero il tempo di sperimentare e testare le nuove sonorità.
Dopo molto duro lavoro durante l'estate e la fine del 2000 riuscirono a fare un esteso tour attraverso l'Europa con i Lacuna Coil e i Theatre of Tragedy che durò da gennaio a febbraio del 2001. I Beseech ricevettero molte buone impressioni e critiche durante il tour nonostante non fossero un gruppo affermato.
Malgrado un malfunzionamento del pulmino del tour, il gruppo riuscì a portare a termine il tour con solo un paio di esibizioni cancellate.
Nel 2000 i Beseech fecero anche il loro debutto in un film quando, "Manmade Dreams", "Neon Ocean" e "Lunar Eclipse" comparvero nella colonna sonora del film horror di serie B "Alien Agenda 5- Alien Cospiracy" distribuito da l'azienda canadese Brimstone Production.
Dopo molti problemi con la Pavement Music, era la fine del 2001 quando fu tempo di cercare una nuova etichetta discografica. Questa volta fu molto semplice per il gruppo ricevere delle buone offerte. Dopo il tour e il loro ultimo album "Black Emotions" molte etichette mostrarono il loro interesse. I Beseech scelsero di accettare così il contratto con la Napalm Records nel 2002.
Il primo album uscito con la Napalm Records fu Souls Highway e fu pubblicato nel 2002. Questo disco diede ai Beseech un pubblico ancora maggiore di quanto avesse mai avuto. Souls Highway ricevette alcune buone recensioni sia in Svezia che all'estero.
Nel 2003 il chitarrista e compositore di vecchia data klas Bohlin decise di lasciare il gruppo per ragioni personali.
Nell'estate del 2003 i Beseech entrarono nuovamente nello Studio Mega per iniziare a registrare il loro quarto album che chiameranno "Drama". Lavorarono al progetto insieme col produttore Christian "Bullen" Silver un paio di mesi. L'album fu pubblicato nel 2004. Dopo un impegnativo festival estivo nel 2004 con solo un chitarrista, i Beseech arruolarono Manne Engström (Fatal Embrace, Sundown, Cemetery). Col nuovo arrivato nella band, il gruppo iniziò a scrivere nuove canzoni e presto le tracce presero forma e diventarono più mature e complesse che mai. Dopo 6 mesi di registrazione "Sunless Day" vide la luce.
Per presentare il nuovo album Sunless Days (pubblicato il 5 settembre 2005), fu lanciato un nuovo video completamente animato per la traccia "Innerlane".

## Discografia

### Album
- 1998 - From a bleeding heart
- 2000 - Black Emotions
- 2002 - Souls Highway
- 2004 - Drama
- 2005 - Sunless Days
- 2016 - My Darkness, Darkness

### Demo
- 1992 - A lesser kind of evil
- 1993 - Last Chapter
- 1995 - Tears
- 2001 - Beyond the skies

### Raccolte
- Souls Highway / Sunless Days

## Formazione attuale
- Klas Bohlin - voce
- Angelina Sahlgren Söder - voce
- Robert Vintervind - chitarra
- Manne Engström - chitarra
- Johan Örnborg-basso
- Håkan Carlsson - batteria

### Ex componenti
- Erik Molarin - voce
- Lotta Höglin - voce
- Daniel Elofsson - basso
- Jonas Strömberg - batteria
- Mikael Back - tastiera